# Военно положение (филм)
Вижте пояснителната страница за други значения на Военно положение.
„Военно положение“ е български телевизионен игрален филм (късометражен, новела, исторически, сатира) от 1986 година на режисьора Милен Гетов. Сценарият е на Тихомир Йорданов и Милен Гетов. Оператор е Денолюб Николов.
Филмът е екранизиран по „Разкази от старо време“ на Тихомир Йорданов. 

## Актьорски състав
| Роля                | Изпълнител        |
| ------------------- | ----------------- |
| мадам Стефани Панич | Катя Динева       |
| доктор Чернев       | Димитър Хаджиянев |
|                     | Дафинка Данаилова |
|                     | Илия Пенев        |